# Barichneumon tibialis
Barichneumon tibialis är en stekelart som först beskrevs av Carl Gustav Alexander Brischke 1878.  Barichneumon tibialis ingår i släktet Barichneumon och familjen brokparasitsteklar. Inga underarter finns listade.